# Bio Fuel Systems
Bio Fuel Systems es una empresa española, con sede en Alicante. Ha desarrollado un método de cría de plancton y conversión de éste en combustible algal, proporcionando una fuente potencialmente inagotable de combustible limpio. Se formó en 2006 en el este de España, después de tres años de investigación de los científicos e ingenieros relacionados con la Universidad de Alicante.
El proceso que se ha desarrollado convierte la energía, está basado en tres elementos: energía solar, fotosíntesis y un campo electromagnético. Se dice de su nuevo combustible que reduce el CO2, que está libre de otros contaminantes como el dióxido de azufre y que sería más barato que los combustibles fósiles estándar ya disponibles. Su sistema de bioconversión es unas 400 veces más productivo que cualquier instalación de otro sistema basado en la producción de petróleo o etanol.
El ingeniero Bernard Stroïazzo-Mougin  Archivado el 20 de febrero de 2016 en Wayback Machine., ha logrado este sistema que utiliza como materia prima microalgas a las que alimenta de energía solar y CO2
El biopetróleo tiene grandes ventajas frente a otros biocombustibles como el biodiésel o el bioetanol: el cultivo de la materia prima no requiere extensiones que compitan con la agricultura dedicada a la alimentación. Las microalgas se cultivan en unos tubos verticales (fotobiorreactores), y ni siquiera hay que reponer los ejemplares porque se autorreproducen.  Otra gran ventaja, es la cantidad de CO2 que absorben las microalgas, (casi el doble del que luego emitirá el combustible producido al quemarse).